# Taking the Long Way
Taking the Long Way é o sétimo álbum de estúdio lançado pela banda feminina estadunidense de música country Dixie Chicks, lançado em 23 de maio de 2006 nos Estados Unidos e em 12 de julho de 2006 no resto do mundo.
Em 31 de maio de 2006, o álbum conquistou três posições de número um nas paradas da revista  Billboard. Foi o número um no Hot Country Albums, no Top Digital Albums e no  'Billboard' '200, indo para o Gold em sua primeira semana com 526.000 unidades vendidas.

## Lista de faixas
1. "The Long Way Around"
2. "Easy Silence"
3. "Not Ready to Make Nice"
4. "Everybody Knows"
5. "Bitter End"
6. "Lullaby"
7. "Lubbock or Leave It"
8. "Silent House"
9. "Favorite Year"
10. "Voice Inside My Head"
11. "I Like It"
12. "Baby Hold On"
13. "So Hard"
14. "I Hope"

### Faixas bônus
15. "Live Wire" (Faixa bônus do iTunes)
15. "Thin Line" (Faixa bônus do Best Buy)

## Singles
- "I Hope" - lançado apenas para download
- "Not Ready To Make Nice"
- "Everybody Knows"
- "The Long Way Around"
- "Voice Inside My Head" - promocional

## Posição nas tabelas
| Ano  | Tabela                                                   | Maior posição atingida |
| ---- | -------------------------------------------------------- | ---------------------- |
| 2006 | Os 50 mais vendidos da Austrália (ARIA)                  | 2                      |
| 2006 | Os 20 mais vendidos da Austrália - música country (ARIA) | 1 (35 semanas)         |
| 2006 | Os 100 mais vendidos do Canadá (Jam!)                    | 1 (4 semanas)          |
| 2006 | Os 50 mais vendidos do Canada - música country (Jam!)    | 1 (18 semanas)         |
| 2006 | Os 40 mais vendidos da Finlândia                         | 12                     |
| 2006 | Os 100 mais vendidos da Alemanha (Media Control)         | 5                      |
| 2006 | Os 40 mais vendidos da Nova Zelândia (RIANZ)             | 5                      |
| 2006 | Os 75 mais vendidos do Reino Unido (OCC)                 | 10                     |
| 2006 | Os 200 mais vendidos dos EUA (Billboard)                 | 1 (2 semanas)          |
| 2006 | Os 50 mais vendidos dos EUA - música country (Billboard) | 1 (9 semanas)          |

## Prêmios e indicações
Grammy (EUA)
2005:
- Indicado: Melhor Canção Country – "I Hope"
- Indicado: Melhor Performance Country por Dupla or Grupo com Vocal – "I Hope"

2006:
- Vencedor: Álbum do Ano
- Vencedor: Gravação do Ano – "Not Ready to Make Nice"
- Vencedor: Canção do Ano – "Not Ready to Make Nice"
- Vencedor: Melhor Álbum de Música Country
- Vencedor: Melhor Performance Country por Dupla or Grupo com Vocal – "Not Ready to Make Nice"

Juno (Canadá)
2006:
- Vencedor: melhor álbum internacional do ano